# صوفيا بوفتيني
صوفيا بوفتيني، ولدت في 25 يناير 2002، لاعبة كرة قدم مغربية دولية تلعب كلاعبة خط وسط في نادي النهضة البركانية.

## السيرة الشخصية

### مسيرتها الكروية بالنادي
صوفيا بوفتيني لاعبة سابقة بنادي شباب أطلس خنيفرة، لتنتقل إلى نادي الجيش الملكي لموسم واحد لتلتحق بعد ذلك لنادي النهضة الرياضية البركانية منذ صيف عام 2022 .

#### دوري أبطال أفريقيا 2021
تمكنت صوفيا بوفتيني بمعية الجيش الملكي من التأهل إلى المرحلة الأخيرة من النسخة الأولى من دوري أبطال أفريقيا لكرة القدم للسيدات الذي أقيم في مصر. شاركت في جميع المباريات باستثناء مباراة نصف النهائي ضد سيكوندي حساكاس الغاني. قامت بتوزيع تمريرة حاسمة لغزلان شباك خلال مباراة المركز 3 ضد مالابو كينغز.
بوفتيني ساهمت في الفوز بالبطولة مع الجيش في نهاية الموسم الرياضي 2021-2022.

#### النهضة الرياضية البركانية (2022-)
بعد موسم في الجيش الملكي، انضمت صوفيا بوفتيني إلى النهضة الرياضية البركانية التي تلعب في الدوري الثاني المغربي.

### مسيرتها الدولية

#### المغرب -20 سنة
تم اختيار صوفيا بوفتيني في العديد من المناسبات الرياضية في منتخب المغرب لكرة القدم للسيدات تحت 20 سنة.
خلال صيف 2019، تم اختيارها للمشاركة في الألعاب الإفريقية 2019 التي أقيمت في غشت بمدينة الرباط. لينتهي اختيار المنتخب المغربي بالمركز الثالث في البطولة النسائية.
في نهاية نونبر 2020، استدعتها لمياء بومهدي للمشاركة في التدريب في أكرا خلال مواجهة مزدوجة ضد غانا - 20 عامًا حيث لعبت المباراتين.
خلال شهر ديسمبر 2020، شاركت في التدريب في مونروفيا لمواجهة مزدوجة ودية ضد ليبيريا .
في عام 2021، لعبت صوفيا بوفتيني في تصفيات كأس العالم تحت 20 سنة 2022. بعد إقصاء بنين ثم غامبيا، خرج المغرب في مقابلته ضد منتخب السنغال بركلات الترجيح في فبراير 2022 خلال الدور قبل الأخير.

#### منتخب المغرب
تم استدعاء صوفيا بوفتيني للمنتخب الأول منذ 2021.
استدعاها المدرب رينالد بيدرو للتدريب الذي أقيم في إسبانيا في أكتوبر 2021 حيث واجه المنتخب المغربي نظيره الإسباني في مباراة ودية. لكن بوفتيني لم تشارك بالمباراة.
لعبت أول مباراة لها مع المنتخب الأول، في 8 أبريل 2022، ضد غامبيا في الرباط حيث قدمت تمريرة حاسمة لزميلتها في الفريق إيمان سعود.

#### كأس الأمم الأفريقية 2022
صوفيا بوفتيني هي من بين 26 لاعبة التي تم اختيارهن للمشاركة في كأس الأمم الأفريقية 2022 بالمغرب. على الرغم من أنها جزء من المجموعة، إلا أنها لم تلعب دورًا في أي مباراة من المنافسة.

#### الاستعدادات لكأس العالم 2023
في إطار الاستعدادات لكأس العالم 2023، اختار رينالد بيدرو صوفيا بوفتيني للمشاركة في التداريب في قادس ( إسبانيا ) في أكتوبر 2022 حيث واجه المغرب منتخبي بولندا وكندا. وشاركت في المباراة الثانية ضد كندا ( بطلة أولمبياد 2020 ) باللعب بدلاً من أنيسة بلقاسمي في الدقيقة 65 .
استدعاها رينالد بيدرو للمعسكر التدريبي الموالي في ماربيا حيث واجه المغرب أيرلندا في مواجهة ودية مزدوجة.